# Rekejue
Rekejue (kinesiska: 热柯觉乡, 热柯觉) är en socken i Kina. Den ligger i provinsen Sichuan, i den sydvästra delen av landet, omkring 330 kilometer söder om provinshuvudstaden Chengdu. Antalet invånare är 3 416. Befolkningen består av 1 690 kvinnor och 1 726 män. Barn under 15 år utgör 33 %, vuxna 15-64 år 61 %, och äldre över 65 år 5,0 %.
Genomsnittlig årsnederbörd är 1 080 millimeter. Den regnigaste månaden är juli, med i genomsnitt 250 mm nederbörd, och den torraste är december, med 5 mm nederbörd.